# Mormonia antinympha
Mormonia antinympha là một loài bướm đêm trong họ Noctuidae.